# Metil pentanoato
Il metil pentanoato, comunemente conosciuto come valerato di metile, è l'estere metilico dell'acido pentanoico (acido valerico) e possiede un odore fruttato. 
Il metil pentanoato è comunemente utilizzato nelle fragranze, cura di bellezza, saponi, detergenti per indumenti in percentuali comprese nell'intervallo 0,1-1%. 
In forma quasi pura (maggiore del 99,5%) è utilizzato come plastificante nella produzione di manufatti di materie plastiche.
È inoltre utilizzato come insetticida.